# Simon Senft
Simon Senft (Colonia, 11 de junio de 1982) es un deportista alemán que compitió en esgrima, especialista en la modalidad de florete.
Ganó tres medallas en el Campeonato Europeo de Esgrima, en los años 2002 y 2003. Participó en los Juegos Olímpicos de Atenas 2004, ocupando el sexto lugar en la prueba por equipos.

## Palmarés internacional
| Campeonato Europeo | Campeonato Europeo | Campeonato Europeo | Campeonato Europeo  |
| Año                | Lugar              | Medalla            | Prueba              |
| ------------------ | ------------------ | ------------------ | ------------------- |
| 2002               | Moscú (Rusia)      | Medalla de plata   | Florete individual  |
| 2002               | Moscú (Rusia)      | Medalla de bronce  | Florete por equipos |
| 2003               | Bourges (Francia)  | Medalla de oro     | Florete individual  |